# آرتور بالدر
آرتور بالدر (اسپانیایی: Artur Balder‎؛ زادهٔ ۱۴ اوت ۱۹۷۴) یک تهیه‌کننده فیلم، نویسنده، کارگردان، تاریخ‌نگار و روزنامه‌نگار اهل اسپانیا و ایالات متحده آمریکا است. وی از سال ۱۹۹۸ میلادی تاکنون مشغول فعالیت بوده‌است.
از فیلم‌ها یا مجموعه‌های تلویزیونی که وی در آن‌ها نقش داشته است می‌توان به «لیتل اِسپـِـین» اشاره نمود.